# Елизавета Магдалена Померанская
Елизавета Магдалена Померанская, герцогиня Курляндская (нем. Elisabeth Magdalena von Pommern; 14 июня 1580, Замок Вольгаст — 23 февраля 1649, Добельский замок) — принцесса Померании и герцогиня Курляндская, жена герцога Курляндии и Семигалии Фридриха.

## Биография
Родилась в семье Эрнста Людвига, герцога Померании и принцессы Софии Гедвига Брауншвейг-Вольфенбюттельской. 14 марта 1600 года вышла замуж за герцога Фридриха Кетлера, соправителя Курляндии и Семигалии (вместе со своим братом Вильгельмом). Получила в дар от мужа ряд имений, включая Добельский замок.
Герцогство переживало сложные времена, поскольку принимало участие в Польско-шведских войнах, и герцогиня, как считается, активно помогала супругу советом. Волнений среди курляндского дворянства привели в 1616 году к тому, что герцог Вильгельм был изгнан, а Фридрих на следующий год был избран единоличным правителем. Елизавета Магдалена вела переговоры со своими немецкими родственниками о возможном возвращении своего зятя, в 1619 году посетила сейм в Варшаве для обсуждения этого вопроса. Во время войны со Швецией она стала известна своей благотворительностью, помогала школам и больницам.
Она была бездетной, стала приёмной матерью сына своего деверя Якова Кеттлера. Активно вела политическую деятельность нацеленную на передачу наследства Якобу. В итоге Якоб Кеттлер был назначен преемником и наследником герцога Фридриха и сменил его после смерти в 1642 году. Вдова поселилась в Добельском замке, где провела последние годы жизни. В 1646 году по её указанию было отстроено заново разрушенное во время польско-шведских войн поселение Ной-Митау, получившее название Фридрихштадт по имени её покойного мужа (ныне город Яунелгава).